# Carolina Álvarez Ruiz
Carolina Álvarez Ruiz   (Madrid, 1821 - Madrid, 18 de juny de 1913) va ser una mecenes espanyola.
Filla de pares rics i nobles, Manuel Álvarez, de Pobladura de Agedra i Petra Ruiz, de Burgos. Casada amb Joaquín de la Encina i Falcó, fill dels barons de Santa Bàrbara, Benidoleig, Benimuslem i Forna, no va tenir descendència. Vídua des de 1885, visqué a Sant Sebastià, Madrid i València, sense saber quin destí donar a la seva fortuna. Propietària de la Casa Palau i Devesa de Burjassot, pretén obrir un Asil per a nens i nenes a Godella sota l'advocació de Sant Manuel, Sant Joaquim i Sant Carles, on a cura d'una Comunitat de Religioses rebrien educació i aliment a més de formació literària professional, social i religiosa. Més tard vol vendre el Castell i la Devesa, arribant a un acord amb el comte de Casp, però un cop fet el contracte, l'anul·la per fundar en aquell edifici un col·legi en el qual es formaran joves escollits, sota l'esperit i exemple del Arquebisbe i Patriarca Ribera, tornant-li d'alguna manera el que va ser propietat seva, en un intent d'ajudar el pobre i necessitat. Estableix així un Patronat de Beneficència i Institució en el qual estableix i sosté que aquest Castell i Dehesa donarà alberg i ajuda en la seva carrera a estudiants pobres amb aptitud i voluntat. Mor el 18 de juny de 1913.